# Herb Rudy Śląskiej
Herb Rudy Śląskiej – jeden z symboli miasta Ruda Śląska w postaci herbu.

## Wygląd i symbolika
Herb jest dwupolowy (dwudzielny w słup). Przedstawia w heraldycznie prawym, błękitnym polu połowę złotego orła śląskiego, skierowanego w prawo, a lewym, srebrnym polu postać świętej Barbary. Święta ubrana jest w czerwono-błękitne szaty. Ma złote włosy, na głowie złotą królewską koronę i złoty nimb. W lewej ręce trzyma miecz o srebrnym ostrzu i złotej rękojeści i jelcu, oparty o podłoże. W prawej – złoty kielich z hostią na nim. Zza niewiasty (z jej lewej strony, na wysokości nóg) wyłania się fragment niewielkiej czerwonej, ceglanej, blankowanej baszty z trzema oknami w układzie jedno nad drugim
Święta Barbara jest patronką górników oraz miasta.

## Historia

Herb Rudy Śląskiej w latach 1966-1998

Pierwszy oficjalny herb Rudy Śląskiej został opracowany i uchwalony przez Miejską Radę Narodową 17 września 1966 roku. Powstał on z inicjatywy i przy współudziale Towarzystwa Miłośników Rudy Śląskiej. Został opracowany w duchu epoki socjalizmu. Ukazywał przynależność do państwa polskiego – pół herbu przedstawiało połowę orła polskiego, druga część określała charakter miasta - przedstawiała szyb górniczy.
W 1998 roku dotychczasowy herb został zmieniony. Pomysł na herb został zaczerpnięty z herbu Nowego Bytomia, jednej z dwóch założycielskich gmin Rudy Śląskiej. Herb Nowego Bytomia był trójpolowy. Przedstawiał połowę orła górnośląskiego, świętą Barbarę oraz koło zębate. Ostatecznie ustalono, że herb będzie dwudzielny w słup ze złotym orłem śląskim oraz postacią świętej Barbary. Autorem plastycznej wizji herbu był profesor ASP Maciej Bieniasz, a oprawę komputerową przygotowali Kazimierz i Ksawery Kaliscy.